# Хыдасе (ГЭС)
Великая Эфиопская Плотина Возрождения или ГЭС Хыда́се (амх. ሕዳሴ, Hidāsē, Возрождение) — строящаяся крупная гидроэлектростанция с установленной мощностью 5,15 ГВт в регионе Бенишангуль-Гумуз Эфиопии около границы с Суданом, расположена на реке Голубой Нил, правом притоке реки Нил.
В ходе строительства ГЭС её планируемая установленная мощность несколько раз изменялась, заполнение водохранилища началось в июле 2020 года, официальный запуск первого генератора состоялся в феврале, второго — в августе 2022 года. После ввода в эксплуатацию ГЭС станет самой мощной на территории Африканского континента. Против строительства выступают соседние Судан и Египет, которые опасаются, что создание водохранилища приведёт к истощению их собственных водных ресурсов.

## Название
Полное официальное название ГЭС — Великая Эфиопская Плотина Возрождения (амх. ታላቁ የኢትዮጵያ ሕዳሴ ግድብ, Tālāqu ye-Ītyōppyā Hidāsē Gidib ). Из-за значительного общественного резонанса в связи с проектом, в различных англоязычных изданиях используются также названия Проект Икс (англ. Project X) и водохранилище Миллениум (англ. Millennium, Тысячелетие). Также в интернете распространено название GERDP (сокращение от англ. Grand Ethiopian Renaissance Dam Project).

## Общие сведения
Строящаяся гидроэлектростанция относится к высоконапорным гидроузлам с крупным водохранилищем, основным предназначением которого является выработка электричества, регулирование годичного и сезонного стока реки, снижение количества ила в воде. Вместе с ирригационной плотиной Сеннар и ГЭС Розейрес вниз по течению реки Голубой Нил формирует каскад плотин на реке.
Установленная мощность ГЭС 5,15 ГВт, проектная среднегодовая выработка электричества составляет 15,76 млрд  кВт⋅ч, что соответствует гарантированной установленной мощности 1,8 ГВт, то есть КИУМ станции составляет 28,6 %. Нижний бьеф гидроузла соответствует верхнему бьефу ГЭС Розейрес в Судане, которая является контррегулирующей ГЭС для Хыдасе и снижает ограничения по суточному регулированию электросети для основной ГЭС.
Состав сооружений станции:
- Гравитационная плотина из укатанного бетона высотой от основания 175 м, высотой от уровня реки в створе 145 м, длиной по гребню 1800 м и объёмом 10 млн м3, плотина включает в себя:
  - Левобережную часть с машинным залом, в котором установлено 6 генераторов по 400 МВт;[2][9]
  - Центральную часть с переливным водосбросом;
  - Правобережную часть с машинным залом с 2 генераторами по 375 МВт и пятью по 400 МВт;
- Береговой управляемый водосброс слева от плотины, снабжён 6 затворами с общей пропускной способностью 15 тысяч м³/с[уточнить];
- Вспомогательная каменно-набросная плотина с бетонной облицовкой, общей длиной 5 км и максимальной высотой 50 м, снабжена собственным водосбросом.

Гидроузел располагается в створе реки со среднегодовым расходом 1603 м³/с. При высоте НПУ 640 м НУМ площадь водохранилища составляет 1541 км2, полный объём — 74 км3.
Общая стоимость строительства оценивается в 4,8 млрд USD.
ГЭС строится компанией итальянской Webuild, ранее называвшейся Salini Impregilo.

## Водохранилище
На высоте НПУ 640 м НУМ площадь водохранилища составляет 1541 км2, полный объём составляет 74 км3 и может достигать 79 км3 (площадь 1874 км2) при форсированном уровне 644 м. При годовом стоке реки 50±15 км3 в створе гидроузла проточность водоёма составляет 1,5 года, объём поступающих твёрдых осадков в год при незарегулированном притоке составляет 252 млн тонн. Заиленность водохранилища начнёт сказываться на работе гидроузла не ранее, чем через 116 лет после заполнения.
В отличие от Асуанского водохранилища, плотина расположена в регионе с умеренно-засушливым климатом, и испарение с поверхности водоёма частично компенсируется поступающими осадками.

## Международное значение
Исключительная важность нильской воды для региона приводит к международным конфликтам и односторонним действиям: так, соглашения по Нилу 1902, 1929, 1959 годов поддерживаются Египтом (который по договорам имеет право вето на любой проект, использующий Нил) и Суданом, но отвергаются другими странами на реке (Нил проходит через 11 стран). Попытки в 2006—2010 годах заключить рамочное соглашение об использовании Нила (англ. Nile Basin Cooperative Framework) ни к чему не привели. Шесть стран, отказавшись от сотрудничества с Египтом и Суданом, основали в 2010—2011 годах отдельную Инициативу по бассейну Нила. В феврале 2011 года Эфиопия объявила о строительстве Хыдасе без каких-либо обсуждений с Египтом или Суданом, воспользовавшись нестабильностью Египта в условиях «Арабской весны».
Голубой Нил выступает основным источником египетской воды (85 % стока Нила идут из Эфиопии), поэтому эксплуатация — и особенно заполнение — водохранилища вызывают опасения у Египта. Бёлерт рассматривает 9 потенциальных сценариев заполнения водохранилища (отмечая при этом, что из-за больших изменений расхода воды от года к году возможна лишь статистическая оценка риска): комбинации трёх графиков заполнения водохранилища (наиболее быстро, 3 года, 10 лет) и трёх уровней обязательного пропуска воды через плотину (0, 15, 30 км³ в год). При этом самый быстрый из сценариев без обязательного сброса в течение первого года уменьшит приток воды в озеро Насер на 20—30 км³ (около половины египетской доли стока Нила, 55,5 км³), а самый медленный с пропуском 30 км³ в год с большой вероятностью не позволит завершить процесс заполнения и за 10 лет.
После длительного перерыва переговоры между Египтом и Эфиопией продолжились с середины июня 2020 года. Египет настаивает на том, чтобы в основу сделки легло предложение США и Всемирного банка, сделанное в феврале 2020 года, Эфиопия отвергает это предложение, считая его односторонним. «Поспешное» предложение включает пропуск 37 км³ в год с отбором только в сезон дождей (июль—август). Условия этого предложения даже в годы с большим количеством осадков оставляют не более 12 км³ в год для заполнения водохранилища объёмом 74 км³, а в некоторые годы могут вынудить Эфиопию спускать воду из водохранилища, чтобы поддержать минимальный уровень сброса воды. По состоянию на июнь 2020 года, Египет требовал установить минимальный пропуск воды на уровне 40 км³ в год, а Эфиопия соглашалась на 30 км³.
Эфиопия начала заполнение водохранилища в начале июля 2020 года без достижения договорённости с Египтом. В апреле 2021 года, в преддверии второго сезона заполнения, попытки урегулирования проблемы по-прежнему были безуспешными, а заявления суданского правительства стали более воинственными (страны также оказались вовлечены в пограничный конфликт). По итогам заполнения 2020 года водохранилище содержало 4 км³, данные спутниковых измерений показывают не дефицит а, наоборот, избыток нильской воды в Северном Судане и Египте в 2020 году, что исследователи связывают с аномальным количеством дождей в Судане в августе, приведшим к наводнениям.
По состоянию на весну 2021 года переговоры между Эфиопией, Египтом и Суданом об условиях заполнения водохранилища были неуспешными, Эфиопия готовилась ко второму сезону заполнения водохранилища. В сентябре 2021 года Совет Безопасности ООН принял декларацию, призывающую Египет, Эфиопию и Судан «возобновить переговоры» под эгидой Африканского союза, чтобы «быстро завершить» соглашение по спорной плотине на Голубом Ниле. Это соглашение должно быть «взаимоприемлемым и обязательным для заполнения и функционирования водохранилища в разумные сроки», — указывает Совет Безопасности в своем заявлении, подготовленном Тунисом.

## Галерея
- Бассейн водохранилища в июле
- Динамическое изменение басейна с июня по июль
- Снимок из космоса
- Одна из первых встреч на высоком уровне
- Местные стражи порядка во время тренинга по профилактике ВИЧ
- Сравнение бассейна до и после строительства